# دانشگاه ویسکانسین در استیون پوینت
دانشگاه ویسکانسین در استیون پوینت (به انگلیسی: The University of Wisconsin–Stevens Point, UW–Stevens Point, UWSP) یک دانشگاه دولتی در استیون پوینت، ویسکانسین، ایالات متحده آمریکا است. این دانشگاه بخشی از سامانهٔ دانشگاهی ویسکانسین است.